# Pachylophus chinensis
Pachylophus chinensis är en tvåvingeart som beskrevs av Nartshuk 1962. Pachylophus chinensis ingår i släktet Pachylophus och familjen fritflugor. Inga underarter finns listade i Catalogue of Life.